# Verge Maria-Mater Dolorosa (El Greco, Tipus-I)
La Verge Maria, o Mater Dolorosa , dins el corpus pictòric d'El Greco, és una temática de la qual han arribat fins als nostres dies poques obres. Harold Wethey, en el seu Catàleg Comentat d'obres d'El Greco, en distingeix dos Tipus força diferents, i del Tipus-I en remarca dues variants gairebé iguals, que considera autògrafes i de bona qualitat.

## Temàtica de l'obra
Aquestes dues obres representen Maria, mare de Jesús, de mig cos, amb el rostre lleugerament dirigit vers l'esquerra, i la mirada dirigida vers l'espectador.

## Anàlisi de l'obra

### Versió delMuseu del Prado
Signatura retocada, escrita amb lletres gregues cursives a la part dreta. H.E. Wethey considera aquesta pintura d'una qualitat lleugerament inferior a la de la versió d'Estrasburg.
Aquesta obra presenta a la Mare de Déu amb el cap cobert sota un mantell blau. El seu rostre, com era habitual en l'art de la Contrareforma, presenta un intens sentit devocional.
El nimb lluminós està lligat al caràcter sacre de l'obra, i El Greco empra aquest recurs per realçar el volum de la Verge. Destaca el rostre malenconiós, la fina barbeta i els grans ulls negres, característiques totes de la tècnica retratística de l'artista cretenc.

### Versió delMuseu de Belles Arts d'Estrasburg
Signat amb lletre gregues cursives a la dreta. Oli sobre tela; 83 × 37 cm.; 1595-60 ca.
Si bé les dimensions són diferents, aquesta obra és pràcticament igual a la del Museu del Prado. La peça de roba blanca al voltant del rostre està pintada amb molta lleugeresa, però la túnica blava i els fons grisós van ser realitzats amb gran solidesa.